# Stigmella thuringiaca
Stigmella thuringiaca là một loài bướm đêm thuộc họ Nepticulidae. Nó được tìm thấy ở Đức, Ba Lan và central Nga to bán đảo Iberia và Ý. It is not found on the Balkan Peninsula.
Ấu trùng ăn Agrimonia eupatoria, Filipendula, Fragaria moschata, Fragaria vesca, Fragaria viridis, Potentilla tabernaemontani và Sanguisorba minor. Chúng ăn lá nơi chúng làm tổ. 